# Olha Basanska
Olha Ołeksandriwna Basanska, ukr. Ольга Олександрівна Басанська (ur. 6 stycznia 1992 w Nikopolu) – ukraińska piłkarka, grająca na pozycji obrońcy w klubie Metalist 1925 Charków, reprezentantka Ukrainy.

## Kariera piłkarska

### Kariera klubowa
W 2006 rozpoczęła zawodową karierę klubową w seniorskiej drużynie Żytłobud-1 Charków. W 2012 wyjechała do Rosji, gdzie została zawodniczką klubu Riazań-WDW Riazań. Na początku 2019 wróciła do Żytłobud-1. W 2022 roku w związku z inwazją Rosji na Ukrainę wyjechała do Armenii, gdzie potem występowała w drużynie FC Hayasa. Latem 2022 wróciła do ojczyzny, gdzie zasiliła skład Krywbasu Krzywy Róg. 13 stycznia 2024 zawodniczka wróciła do rodzimego klubu, podpisując kontrakt z Metalistem 1925 Charków.

### Kariera reprezentacyjna
9 listopada 2018 roku zadebiutowała w seniorskiej kadrze narodowej w przegranym 0:3 meczu towarzyskim z Rosją. Wcześniej broniła barw juniorskiej reprezentacji U-17 i U-19.

## Sukcesy i odznaczenia

### Sukcesy klubowe
Żytłobud-1 Charków
- mistrz Ukrainy (4): 2006, 2008, 2011, 2020/21
- wicemistrz Ukrainy (4): 2007, 2009, 2010, 2019/20
- zdobywca Pucharu Ukrainy (5): 2006, 2007, 2008, 2010, 2011
- finalista Pucharu Ukrainy (2): 2009, 2020/21

Riazań-WDW Riazań
- mistrz Rosji (2): 2013, 2018
- wicemistrz Rosji (1): 2017
- zdobywca Pucharu Rosji (1): 2014
- finalista Pucharu Rosji (2): 2018, 2019

FC Hayasa
- mistrz Armenii (1): 2021/22

Krywbas Krzywy Róg
- wicemistrz Ukrainy (1): 2022/23
- finalista Pucharu Ukrainy (1): 2023